# Simone Elia
Simone Elia (Ranica, 11 giugno 1775 – Bergamo, 1828) è stato un architetto italiano.

## Biografia

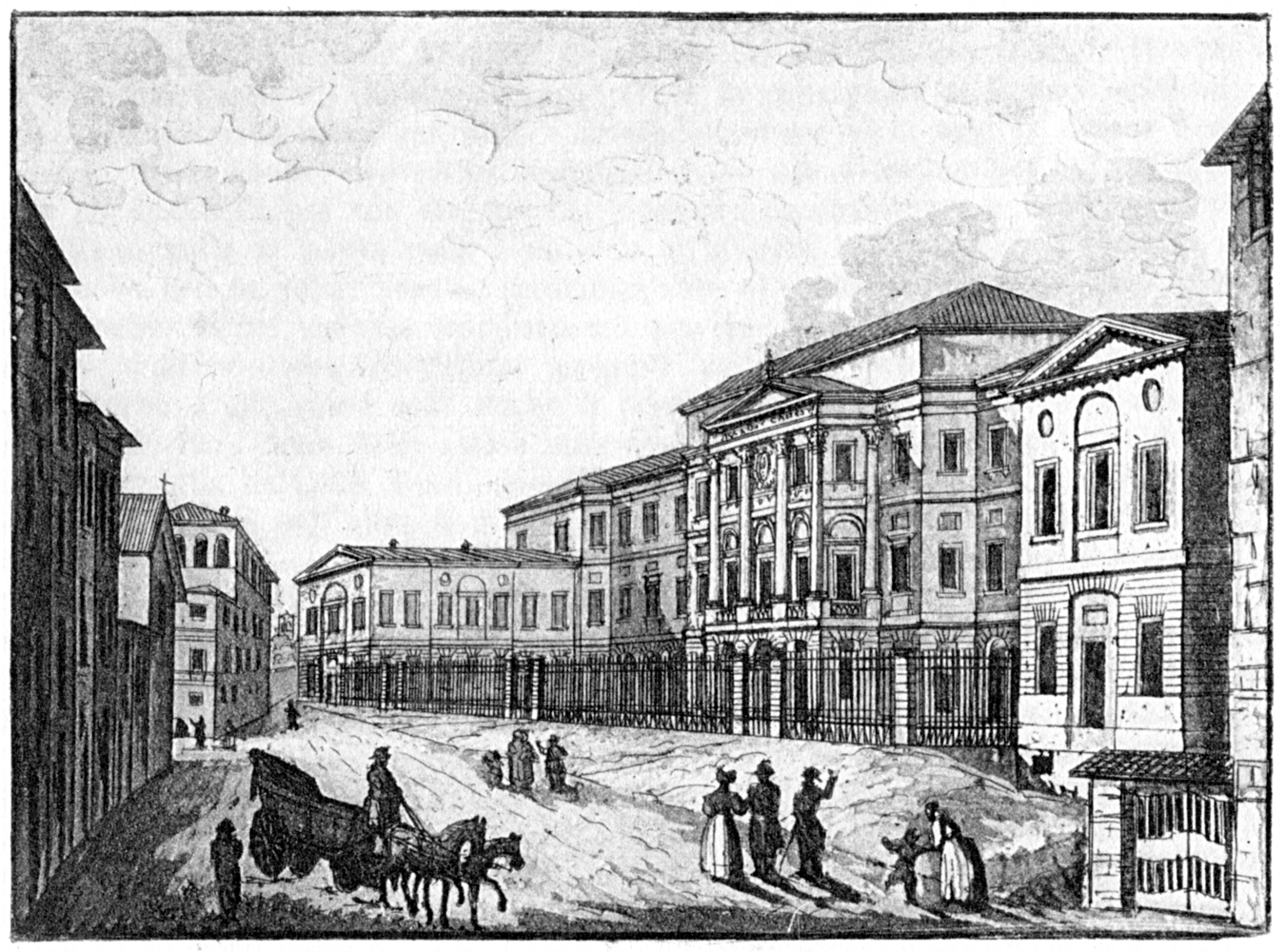
L'Accademia Carrara in una incisione del 1843

Elia nel 1797 lavorò per il completamento della chiesa del suo paese natale, in precedenza aveva soggiornato a Roma per tre anni, e per due anni a Milano per migliorare e approfondire le sue conoscenze.
A Ranica Elia si impegnò successivamente di aggiornare e concludere un progetto iniziato nel 1780 da Giacomo Martino Caniana, realizzando la cupola e delle volte utilizzando una soluzione originale terminata nel 1804.
In seguito ricevette l'incarico nel 1804-1805 di realizzare il palazzo dell'Accademia e della Pinacoteca Carrara in Bergamo, progettata assieme al suo maestro Leopoldo Pollack e che suscitò dibattiti e discussione riguardo alla sua riuscita.
Negli anni 1802-1805 ultimò il salone di palazzo Maffeis a Bergamo, decorato da pregevoli bassorilievi, oltre che la parrocchiale di San Giuliano ad Albino in val Seriana (1807-1815).
Non è sicura la data della villa Camozzi Vertova presso Ranica, mentre invece nel 1827 ultimò due altari per la parrocchiale del paese.
Tra le attribuzioni si possono menzionare villa Sottocasa in Bergamo, il portale (1809) e un altare nella parrocchiale di Villa di Serio, il pulpito della parrocchiale di Santa Maria a Romano di Lombardia.
Elia fu un architetto neoclassico.

## Opere
- Chiesa dei Santi Sette Fratelli Martiri di Ranica (1797);
- Sede dell'Accademia e della Pinacoteca Carrara in Bergamo (1804-1805);
- Salone di palazzo Maffeis a Bergamo (1802-1805);
- Parrocchiale di San Giuliano ad Albino in val Seriana (1807-1815);
- Villa Camozzi dè Gherardi Vertova di Ranica;
- Due altari per la parrocchiale di Ranica (1827);
- Villa Sottocasa in Bergamo;
- Il portale e un altare nella parrocchiale di Santo Stefano protomartire di Villa di Serio (1809);
- Il pulpito della parrocchiale di Santa Maria a Romano di Lombardia.